# Georg Hellmesberger junior

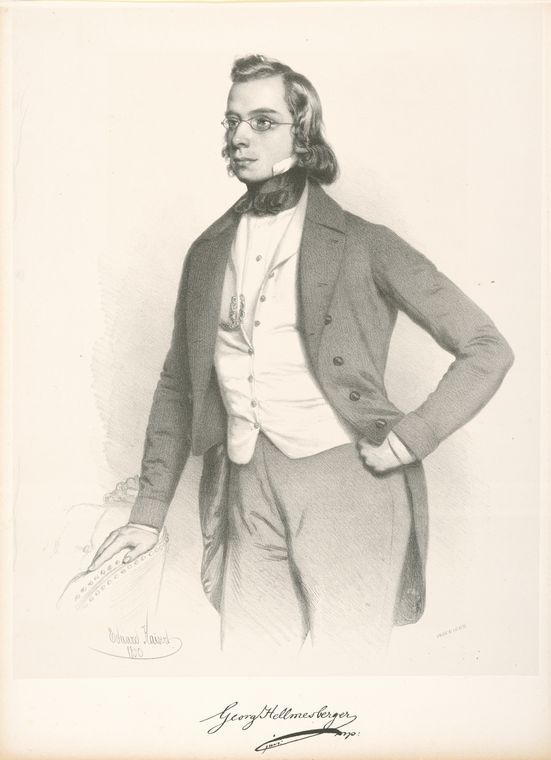
Georg Hellmesberger junior

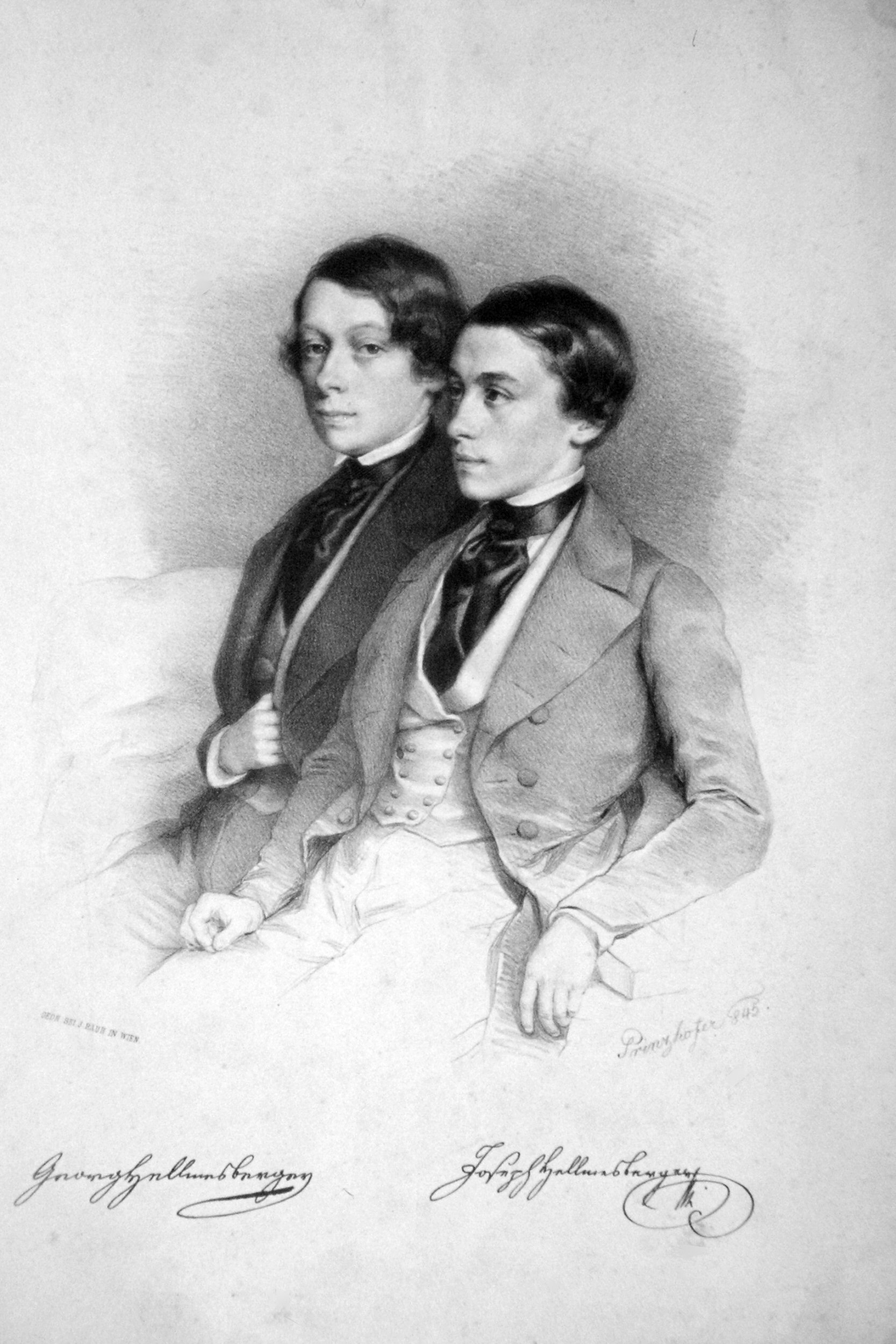
Die Brüder Georg und Joseph Hellmesberger. Lithographie von August Prinzhofer, 1845

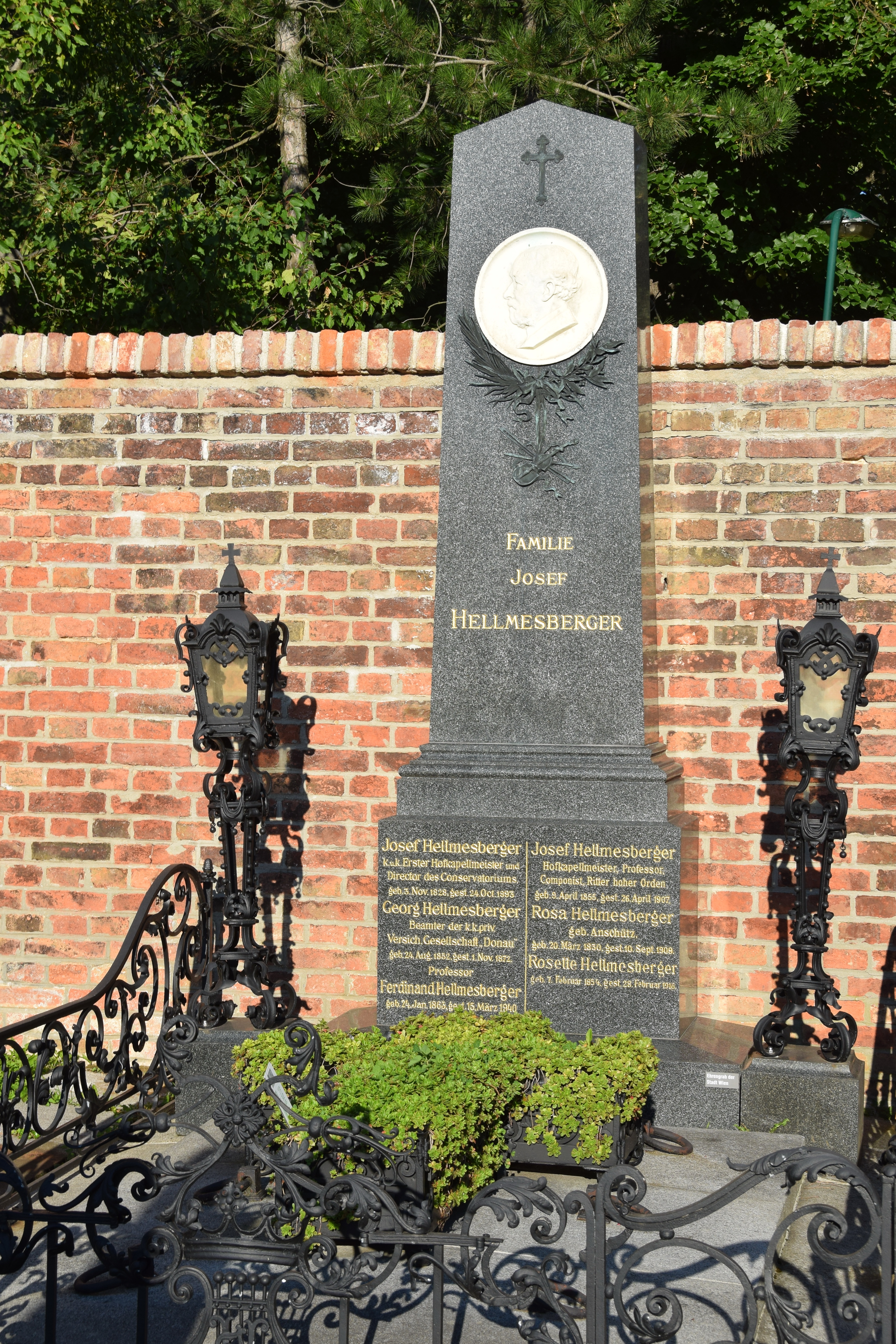
Grabstätte von Georg Hellmesberger junior

Georg Hellmesberger junior (* 27. Jänner  1830 in Wien; † 12. November 1852 in Hannover) war ein österreichischer Komponist und Violinist.

## Leben
Wie sein zwei Jahre älterer Bruder Joseph, erhielt auch Georg die erste musikalische Ausbildung an Geige und Klavier von seinem Vater, Georg Hellmesberger senior, der Violinprofessor am Konservatorium der Gesellschaft der Musikfreunde war.
Bereits mit 13 Jahren spielte er gemeinsam mit Josef bei Konzerten des Musikvereins, bald auch gaben sie eigene unter Beteiligung des Hofopernorchesters und anderer prominenter Musiker und Musikerinnen.
Trotz erfolgreicher Talentproben als Geiger in Wien und auf ausgedehnten Konzertreisen (mit Bruder und Vater) nach Deutschland und England, wandte sich Georg bald gänzlich dem Komponieren zu. Unterricht darin hatte er bereits von Ludwig Rotter erhalten und schon 1848 wurde seine erste Oper in Graz uraufgeführt.
1850, also mit 20 Jahren, erfolgte seine Berufung als Leiter der Vaudeville- und Ballettmusik an das Hoftheater nach Hannover. Ein schweres Lungenleiden zwang ihn aber schon bald zu einer Kur, doch zeitigte diese nur vorübergehenden Erfolg. Nach Hannover zurückgekehrt, wurde er noch zum Hofkapellmeister ernannt, erlag aber nach kurzer Zeit – erst 22-jährig – seinem Leiden.
Neben zahlreichen Opern wie z. B. Die Favoritin (1846), Der Tag der Verlobung (1846), Die Bürgschaft (1848), Die beiden Königinnen (1851), Fiesco (1848) usw. schuf Georg Hellmesberger jun. auch einzelne symphonische und Kammermusikwerke.
Er ruht auf dem Hietzinger Friedhof (Gruppe 15, Nummer 4 D) in Wien.